# Veronika Šípová
Veronika Šípová (Brandýs nad Labem-Stará Boleslav, 20 marzo 1999) è una cestista ceca.

## Carriera
Con la Rep. Ceca ha disputato due edizioni dei Campionati europei (2021, 2023).